# Diaea subdola
Diaea subdola es una especie de araña cangrejo del género Diaea, familia Thomisidae. Fue descrita científicamente por O. P.-Cambridge en 1885.

## Distribución
Esta especie se encuentra en Rusia (Lejano Oriente), India, Pakistán a Japón.